# 瓦连京·格鲁什科

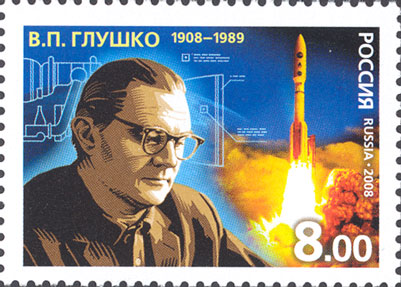
瓦连京·彼得罗维奇·格鲁什科紀念郵票

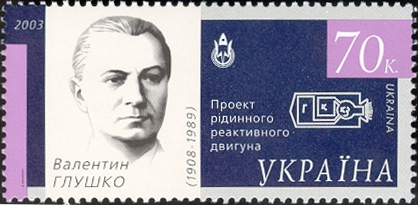
烏克蘭郵票，2003 年

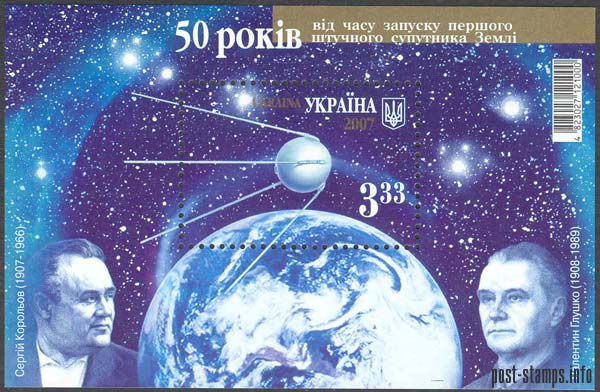
2007 年烏克蘭郵票上的瓦连京·格鲁什科和谢尔盖·科罗廖夫.

瓦连京·彼得罗维奇·格鲁什科（俄語：Валенти́н Петро́вич Глушко́，1908年9月2日—1989年1月10日），苏联著名火箭学家，曾与谢尔盖·科罗廖夫合作设计R-7火箭（后衍生出东方号、上升号，以及联盟号等运载火箭）在火箭发动机上颇有成就，与冷战时期苏联火箭总设计师谢尔盖·科罗廖夫是老对头，曾将其送进古拉格集中营。

## 生平
1908年，出生于乌克兰敖德萨的仆人家庭。
1921年，在敖德萨贸易学校学习。
1929年，毕业于列宁格勒大学。
1937年，“大清洗”中被捕流放。
1945年，任导弹和运载火箭液体发动机的总设计师。
1953年，为苏联科学院通讯院士。
1956年，入党。
1958年，为苏联科学院院士。
1989年，去世。

## 作品
- 《格鲁什科选集（1929—1945）》（1972年）
- 《火箭技术论文集》（1937年）
- 《苏联火箭制造和航天学的发展》（1973年）